# Justine de Jonckheere
Justine de Jonckheere es una modelo belga, nacida el 24 de marzo de 1992 en la ciudad de Wevelgem, ganadora del certamen de belleza Miss Bélgica Universe (en el cual fue coronada por la ex reina belga Cilou Annys, quien había obtenido una buena posición en la edición pasada de Miss Universo). Esto le dio la oportunidad de ser la representante de Bélgica en el certamen Miss Universo llevado a cabo en São Paulo, Brasil.
Luego, al no obtener un puesto gratificante en Miss Universo, concursó en Miss Mundo 2011.

## Miss Bélgica
Justine De Jonckheere, Miss Bélgica 2011 entró en vigor el 9 de enero de 2011. 
Vive en Wevelgem con sus padres, y mantiene una relación muy buena con sus abuelos. 
En los próximos años, la modelo tuvo muchas tareas. Algunas de ellas fueron salir en portadas de revistas y ser la cara de varias marcas. Justine no se ha hecho mucho para viajar en su vida, sino que va a cambiar pronto. Va a Suiza para una sesión fotográfica con un reloj y Justine puede patrocinar en septiembre para representar a nuestro país en Miss Universo en Brasil